# رهاب القطط

تقوم القطط بترهيب أعدائها عن طريق تقويس ظهورها وإيقاف فرائها وإطلاق أصوات هسهسة مما يثير الهلع لدى بعض الناس الذين يعانون من الحساسية المفرطة تجاه القطط، ما يولد رهاب القطط.

رهاب القطط أو رُهابُ الهِرَرَة (بالإنجليزية: Ailurophobia)‏ هو الخوف الدائم واللاعقلاني من القطط.

## التوصيف
يتمظهر هذا النوع من الرهاب بطرق عديدة، حيثُ يعبر هذا الرهاب بالنسبة لأناس كثر عن اشمئزازهم من القطط أكثر من تعبيره عن الخوف، فردة فعلهم تجاه القطط تشبه ردة الفعل التي يتشاطرها العديد من الناس تجاه الأفاعي والجرذان على سبيل المثال، كما أن ردة الفعل هذه تتباين في درجتها من شخص لآخر، فبينما يعيش البعض في حالة رهاب شبه متواصل، ثمة أشخاص آخرون لا يشعرون بالخوف إلا عند الاحتكاك المباشر بالقطط، هناك حالات و أوضاع كثيرة قد تثير الاشمئزاز و حتى الخوف لدى المصابين بهذا الرهاب :سماع صوت القطط، رؤية القطة واقعاً، فكرة أن ترى قطة في الظلام، و رؤية عيني قطة، و الدمى على شكل قطط.

## العلاج
ثمة طرق عديدة لعلاج هذه الحالة، ومن أهمها التدرج في تقريب المريض إلى عالم القطط، حيث يُبدأ بتعويد المريض على ملمس المخمل، ومن ثم على ملمس دمية على شكل قطة صغيرة، وفي النهاية على ملمس قطة صغيرة حقيقية، وهكذا يتأقلم المريض تدريجيا.

## قراءة إضافية
- Crawford، Nelson Antrim (1934). "Cats Holy and Profane". Psychoanalytic Review. ج. 21: 168–179. مؤرشف من الأصل في 2019-03-08. اطلع عليه بتاريخ 2009-04-09.